# Dziewczyna z portretu (film)
Dziewczyna z portretu (ang. The Danish Girl) – amerykański dramat biograficzny z 2015 roku w reżyserii Toma Hoopera, zrealizowany w koprodukcji europejskiej. Obraz powstał na podstawie powieści Davida Ebershoffa. Film opowiada historię Lili Elbe, duńskiej transpłciowej malarki, która przed operacją korekty płci znana była jako Einar Wegener. Główną rolę zagrał Eddie Redmayne.

## Obsada
- Eddie Redmayne – Lili Elbe / Einar Wegener
- Alicia Vikander – Gerda Wegener
- Matthias Schoenaerts – Hans Axgil
- Ben Whishaw – Henrik
- Amber Heard – Ulla
- Sebastian Koch – Dr. Warnekros
- Emerald Fennell – Elsa
- Adrian Schiller – Rasmussen
- Henry Pettigrew – Niels

## Nagrody
- Oscar dla najlepszej aktorki drugoplanowej – Alicia Vikander
- Satelita najlepsza aktorka drugoplanowa – Alicia Vikander
- Aktor najlepsza aktorka w roli drugoplanowej – Alicia Vikander
- CDG najlepsze kostiumy w filmie kostiumowym – Paco Delgado
- Queerowy Lew na 72. MFF w Wenecji dla najlepszego filmu o tematyce LGBT – Tom Hooper[3][1]